# Vilaiete
Um vilaiete (em árabe, ولاية wilāyah; em turco otomano, vilâyet) é uma divisão administrativa existente em diversos países africanos e asiáticos. Corresponde ao que em outros países se chama região, província ou estado. O termo advém da raiz árabe w-l-i, "governar": um uale (árabe وال‎ wāli, "governador") governa um vilaiete (ولاية wilāyah, "aquilo que é governado").

## Uso moderno
O termo árabe ولاية wilāyah foi recebido pelos dicionários da língua portuguesa como "vilaiete", mas, dependendo do país, pode ser traduzido como "província", "prefeitura", "estado" e outros.
- Afeganistão: compõe-se de 24 vilaietes (por vezes chamados de províncias);
- Argélia: divide-se em 48 vilaietes (por vezes chamados de províncias);
- Malásia: divide-se em 13 negeri (estados) e 3 wilayah persekutuan (territórios federais);
- Marrocos: divide-se em 16 regiões governadas por um uale, as quais se subdividem em províncias (provinces, em francês) e em vilaietes (préfectures, em francês; ولاية wilāyah, em árabe), equivalentes urbanos das primeiras;[2]
- Mauritânia: compõe-se de 13 vilaietes (por vezes chamados de regiões), subdivididos em 53 moughataa;
- Quénia: compõe-se de 8 províncias subdivididas em vilaietes (por vezes chamados de distritos);
- Omã: divide-se em 4 mohafazat e 5 mintaqah, estas últimas subdivididas em vilaietes (por vezes chamados de distritos);
- Sudão: compõe-se de 26 vilaietes (por vezes chamados de estados);
- Tajiquistão: divide-se em viloyatho (singular: viloyat);
- Tunísia: compõe-se de 24 vilaietes (ولاية wilāyah), chamados de gouvernorats em francês;
- Turquemenistão: divide-se em welayat.
- Uzbequistão: divide-se em viloyatlar (singular: viloyat);

## Uso histórico
No Império Otomano, uma reforma administrativa de 1864 dividiu o território do país em vilaietes. Até 1970, Isto incluía Fezã, Cirenaica e Tripolitânia como subdivisões da atual Líbia.

## Outros usos
Em híndi e urdu, o termo Vilayet é usado para referir qualquer país estrangeiro.
Em árabe, o termo ولاية wilāyah é usado para referir os estados dos Estados Unidos, e todo o país é designado الولايات المتحدة (al wilāyat al mutahidah), que significa literalmente "os estados unidos".